# Ordnung (Pflanzensoziologie)
Die Ordnung ist eine Rangstufe in der Pflanzensoziologie, in der die Vegetation in Pflanzengesellschaften (oder Phytozoenosen) nach der floristischen Ähnlichkeit, das heißt nach der Ähnlichkeit der Zusammensetzung aus Pflanzenarten, eingeteilt wird. Die Ordnung ist eine der vier Hauptrangstufen des pflanzensoziologischen Systems, sie folgt in dritter Ebene auf die Assoziation (die grundlegende Einheit des Systems) und den Verband. Ordnungen werden in Klassen, als höchstrangiger Hauptrangstufe, zusammengefasst. Viele Vegetationskundler fassen die Klassen schließlich noch zu Pflanzenformationen zusammen. Formationen werden aber in der Syntaxonomie nicht behandelt, da sie nicht nach der floristischen Zusammensetzung definiert sind.
Die Ordnung (auch lateinisch: ordo) kann bei Bedarf noch in Unterordnungen (subordo) aufgegliedert werden, diese Gliederung ist aber optional. Namen von Ordnungen werden mit der standardisierten Namensendung „-etalia“ gebildet und sind daran erkennbar. Beispielsweise werden die europäischen, bodensauren Eichenwälder in der Ordnung Quercetalia robori-petraeae gefasst. Wenn Unterordnungen unterschieden werden, ist für diese die Namensendung „-enalia“ verbindlich. Wie in den anderen Rangstufen der Syntaxonomie wird die Endung an den Namen (oder den Wortstamm des Namens) einer Pflanzengattung angehängt, im Beispiel der Gattung Quercus, gefolgt von dem ins Genitiv gesetzten Artnamen (Epitheton). Dieses wird häufig weggelassen, es ist aber erforderlich, wenn ansonsten der Name mehrdeutig oder missverständlich wäre, im Beispiel etwa zu den Quercetalia pubescentis; diese sind nach Quercus pubescens, der Flaumeiche, benannt, die erstgenannte nach Quercus robur und Quercus petraea, der Stieleiche und der Traubeneiche. Der kurze Name „Quercetalia“ wäre also missverständlich. In der Regel leitet sich der Name der Ordnung vom denjenigen eines ihrer Verbände oder Assoziationen ab, so dass diese Einheiten dann nur an der Endung unterschieden werden können, zum Beispiel (bei den Buchenwäldern) Fagetalia (sylvaticae) und Fagion (sylvaticae).
Es ergibt sich also die Rangstufung:
- Assoziation, Endung -etum.
  - Verband, Endung -ion.
    - Ordnung, Endung -etalia
      - Klasse, Endung -etea.

Wie üblich, muss auch eine Ordnung in einer wissenschaftlichen Publikation „gültig“ (unter Einhaltung bestimmter formaler Vorschriften) publiziert worden sein. Bei wissenschaftlichen Arbeiten, die sich mit syntaxonomischen Fragen befassen, wird der Name des Erstbeschreibers, oft abgekürzt, an den Namen der Ordnung angehängt, oft mit dem Jahr der Erstbeschreibung kombiniert (auch dieses gelegentlich abgekürzt), zum Beispiel Quercetalia robori-petreae Tüxen 1937. Die syntaxonomischen Namen sind, durch das relativ geringe Alter der Forschungsrichtung und erst im Lauf der Zeit entwickelte Standards, sehr labil, so dass sich in der Literatur zahlreiche Synonyme finden, wobei die Namensänderungen nicht selten aus rein nomenklatorischen Gründen erfolgen. Beispielsweise bevorzugen viele Syntaxonomen für die erwähnten Ordnungen die synonymen Namen Quercetalia roboris Tüxen 1931 und Quercetalia pubescenti-petraeae Klika 1933.
Wie in der Pflanzensoziologie üblich, werden alle Einheiten durch Charakterarten, auch Kennarten genannt, charakterisiert. Für Pflanzengesellschaften im Rang einer Ordnung sind das also die Ordnungscharakterarten. Für neu beschriebene Ordnungen ist die Angabe von Ordnungscharakterarten vorgeschrieben. Zu ihrer Charakterisierung werden außerdem auch Differentialarten hinzugezogen, die auch in anderen Syntaxa vorkommen, deren Vorkommen oder Fehlen in einer bestimmten Ordnung aber hilft, sie von verwandten Ordnungen abzugrenzen. Meist sind Ordnungen besser durch ihre Charakterarten charakterisierbar als Verbände, oder gar Assoziationen. Die Charakterarten untergeordneter Syntaxa, also von den Verbänden der Ordnung und deren Assoziationen, sind normalerweise keine Ordnungscharakterarten, da sie ja nur in einem Teil der Einheiten vorkommen. Allerdings sind Ordnungen erlaubt, die nur einen einzigen Verband umfassen, in diesem Fall fallen dann Ordnungs- und Verbandscharakterarten zusammen. Die Charakterarten werden, wie bei der pflanzensoziologischen Methodik Standard, durch die Anordnung von Vegetationsaufnahmen in Vegetationstabellen ermittelt, oft werden diese aber bei den höherrangigen Einheiten zu sogenannten Stetigkeitstabellen aggregiert.
Die Rangstufe der Ordnung entspricht dem in Nordamerika üblichen Klassifikationsschema der FGDC in etwa der „group“. Verwirrenderweise verwendet die FDGC auch den Begriff „order“, der aber anders definiert ist und eher der europäischen Formation entsprechen würde. Zu anderen, auf Biotoptypen oder Lebensraumtypen basierenden Klassifikationen wie etwa dem EUNIS-System bestehen auf Ordnungs-Ebene viele Beziehungen, aber keine direkte Entsprechung.
Die Anzahl der unterschiedenen Ordnungen wird von verschiedenen Vegetationskundlern unterschiedlich aufgefasst. In einer europäischen Übersicht, dem Projekt EuroVeg Checklist wurden für die europäische Vegetation 300 Ordnungen unterschieden. Der Begründer der Methodik, Josias Braun-Blanquet unterschied in Mitteleuropa im Jahr 1951 erst 35 Ordnungen im Tiefland plus 20 im Gebirge. Obwohl veraltet, wird auch das System nach Oberdorfer in Deutschland noch viel verwendet.